# 936 a.C.

## Eventos
- Baalazar sobe ao trono em Fenícia.

## Mortes
- Hiram I - rei de Fenícia.